# SJ Zm
SJ Zm ist die Bezeichnung einer Serie schwedischer Rangierlokomotiven.

## Geschichte
In den 1920er Jahren wurden in Schweden für den Verschub von einzelnen Güterwagen, vor allem innerhalb von Industrieanschlüssen, Pferde verwendet.
Lambert Bjurström, die in der Maschinenbauindustrie arbeitete, erkannte, dass kleine benzingetriebene Lokomotiven viel effektiver wären. Basierend auf einem Ford-Motor, der die Treibachse mit Ketten antrieb, konstruierte er einen einfachen Schienentraktor. Bjurström arbeitete mit AB Slipmaterial in Västervik zusammen. Er nutzte bei Bedarf deren freie Werkstattkapazität und begann 1925 mit einer Serienfertigung in seiner Firma Bjurström AB Slipmaterial. Die kleinen Lokomotiven wurden schnell populär. Nach dem Bau von über zweihundert Rangierlokomotiven für Privatbahnen und Industriebetriebe wurde die Fertigung  1947 eingestellt.

## SJ Zm
Statens Järnvägar bestellte ebenfalls derartige Lokomotiven bei Bjurström. Die ersten Exemplare wurden 1926 geliefert, aber erst 1933 mit einer Nummer sowie mit der Baureihenbezeichnung Zm versehen. Sie waren vom Typ Bjurström 8, hatten einen Fordson-Benzinmotor, ein Viergang-Getriebe, einen Radstand von zwei Metern und einen 80-Liter-Tank. Die Zugkraft der Lokomotiven betrug 200 Tonnen. 1928 kostete ein Fahrzeug 8.500 Kronen ohne Dach. Ab der Nummer 33 ging das Fahrerhaus über die volle Breite der Lokomotive und es wurden Türen eingebaut.
Durch die Übernahme zahlreicher Privatbahnen in den 1930er- und 1940er-Jahren im Rahmen der allgemeinen Eisenbahnverstaatlichung kamen viele dieser Lokomotiven von privaten Eisenbahngesellschaften zu Statens Järnvägar.
Dies waren:

### NrSlJ 1
Die NrSlJ 1 der Norra Södermanlands Järnväg wurde 1929 gebaut und 1930 geliefert. Ein Jahr später wurde sie von SJ übernommen und erhielt bei der Nummernvergabe 1933 die Bezeichnung Zm 25.

### UGJ Z 1–3
Die UGJ Z 1–2 der Uppsala–Gävle Järnväg wurden 1931, die UGJ Z 3 1933 gebaut. Im gleichen  Jahr wurden alle drei von SJ übernommen und erhielten bei der Nummernvergabe die Bezeichnung Zm 46–48.

### OKB Z 1
Die OKB Z 1 der Ostkustbanan wurde 1931 geliefert. 1933 wurde sie von SJ übernommen und erhielt bei der Nummernvergabe die Bezeichnung Zm 49.

### AGV 1
Die AGV 1 der AB Trafikförbundets Verkstäd wurde 1931 geliefert. 1933 wurde sie von SJ übernommen und erhielt bei der Nummernvergabe die Bezeichnung Zm 50.

### HHJ 41
Die HHJ 41 war seit 1927 beim Kungl. Skånska Husarregementet in Helsingborg im Einsatz. Sie wurde 1938 von SJ gekauft und erhielt die Bezeichnung Zm 129.

### VBHJ Z 1
Die VBHJ Z 1 war seit 1930 bei der Varberg–Borås–Herrljunga Järnväg im Einsatz. Sie wurde 1940 von SJ übernommen und erhielt die Bezeichnung Zm 130.

### UWHJ Z 1
Die UWHJ Z 1 war 1935 von Berg & Company gebaut worden und bei der Uddevalla–Vänersborg–Herrljunga Järnväg im Einsatz. Die Lok war nicht mit dem Typ Bjurström 8 identisch und besaß einen Vierzylinder-Ford-Motor vom Typ MTR-24 mit 36 PS. Ihre Länge betrug 5,22 m, der Achsabstand 1,2 m, das Dienstgewicht 3,7 Tonnen und sie hatte eine Höchstgeschwindigkeit von 40 km/h. Die benzinmechanische Kraftübertragung erfolgte mit einem Kettenantrieb zur Treibachse. Sie wurde 1940 von SJ übernommen und erhielt die Bezeichnung Zm 131.

### UWHJ  Z 2
Die UWHJ  Z 2 war eine Bjurström 8-Lokomotive, die seit 1938 bei der Uddevalla–Vänersborg–Herrljunga Järnväg im Dienst stand. Sie wurde 1940 von SJ übernommen und erhielt die Bezeichnung Zm 132.

### GBJ Z 74
Die GBJ Z 74 war 1938 von Berg & Company gebaut worden und bei der Göteborg–Borås Järnväg im Einsatz. Sie hatte die gleiche Bauform wie die UWHJ Z 1 und erhielt die Bezeichnung Zm 133.

## Verkäufe vor der Umzeichnung in den neuen Nummernplan
- Zm 7 wurde 1939 an Motala Verkstad verkauft und erhielt dort die Nr. 2. Sie wurde etwa 1976 in Motala verschrottet.
- Zm 12 wurde 1941 an den Kooperativa Förbundet för Lycksele Industri AB verkauft und etwa 1951 in Örnsköldsvik verschrottet.
- Zm 17 wurde 1942 an Uddeholms AB abgegeben und wurde dort Nr. 11 (I), ging 1949 als Werklok Nr. 13 nach Skoghall und wurde 1956 an Nejmans Exportaffär in Trollhättan verkauft. Dort wurde sie 1964 verschrottet.
- Zm 21 wurde 1937 an AB Fajans Tegelbruk in Falkenberg verkauft und 1965 verschrottet.

## Weitere Entwicklung und Verbleib
Als von den SJ in den 1940er  Jahren stärkere Rangierlokomotiven beschafft wurden, wurde beschlossen, diese in Baureihen nach Leistung aufzuteilen. Alle noch vorhandenen Lokomotiven wurden 1942 in die Baureihe Z eingereiht, die im Laufe der Jahre durch weitere übernommene Exemplare erweitert wurde. 
Die inzwischen um die achtzig Jahre alten Fahrzeuge sind teilweise verschrottet oder von SJ an Industriebetriebe/Bahngesellschaften verkauft worden. Als Beispiel ist die 1931 gebaute Zm 24 zu erwähnen, die an die Inlandsbanan AB verkauft wurde und für den Verschub in Mora verwendet wird. Sie trägt inzwischen sogar eine UIC-Kennzeichnung im schwedischen Fahrzeugeinstellungsregister.